# Pfarrkirche Grafendorf bei Friesach

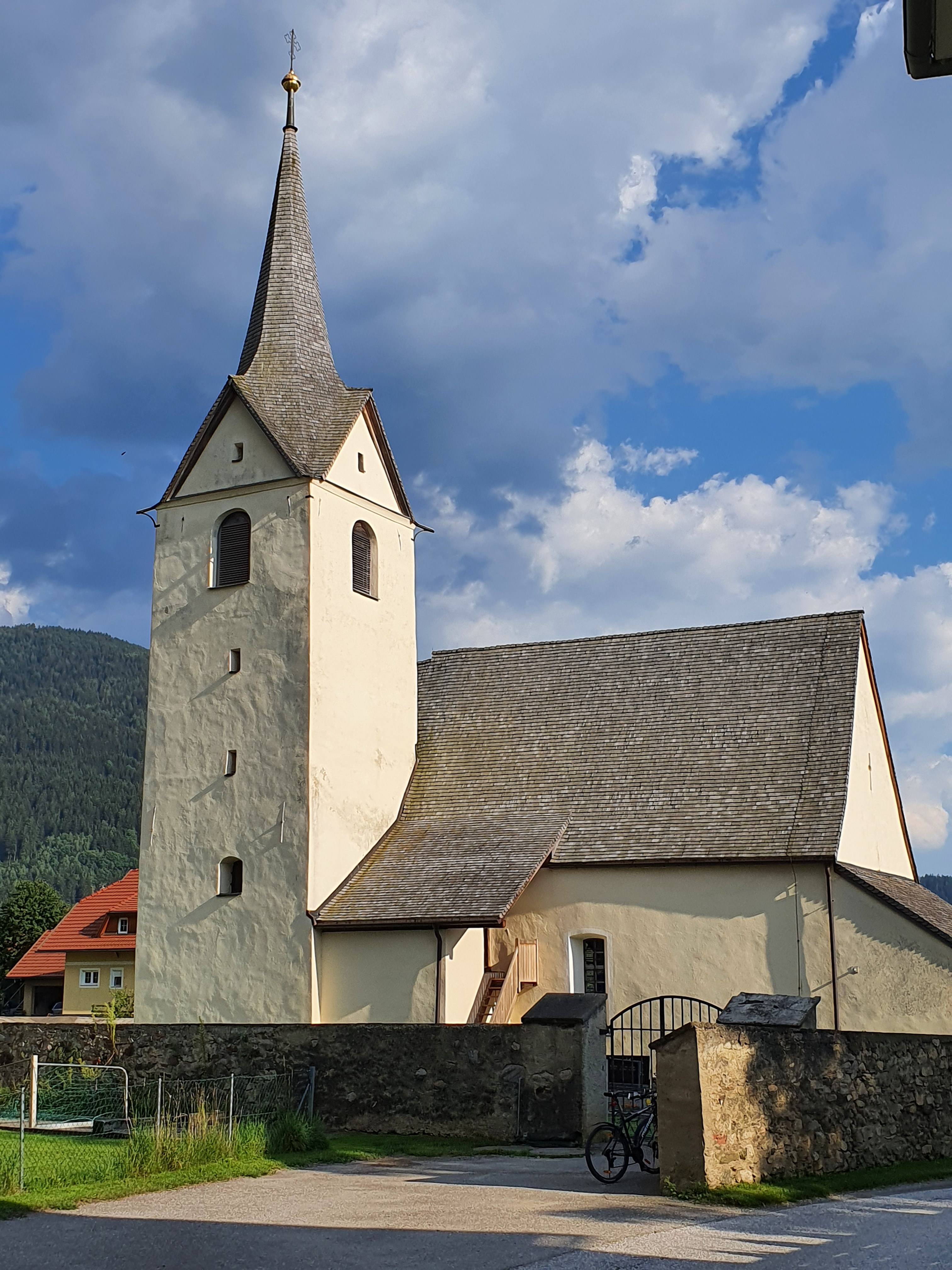
Nordansicht der Kirche

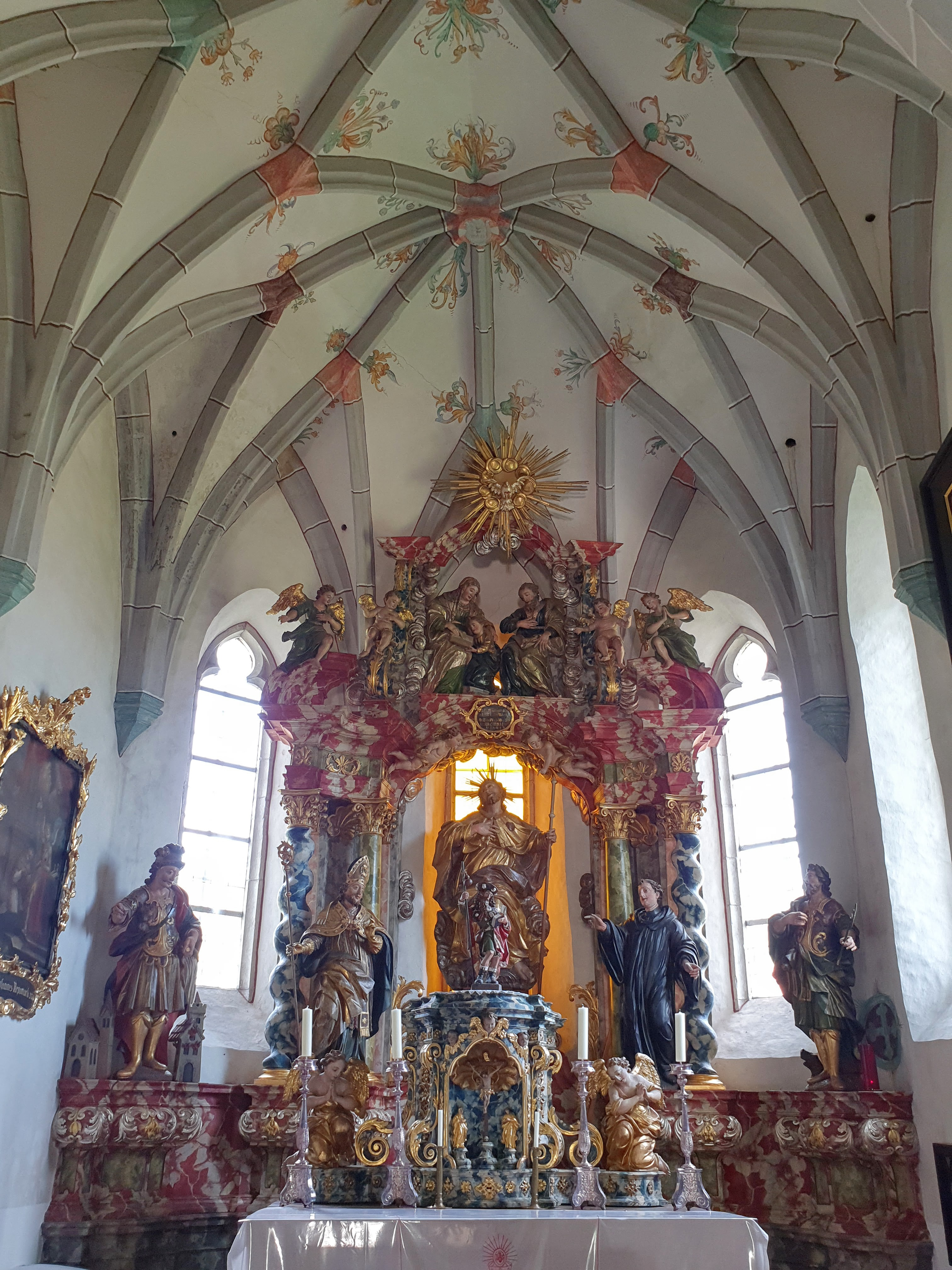
Hochaltar und Gewölbe

Die römisch-katholische Pfarrkirche Grafendorf in der Gemeinde Friesach ist Jakobus dem Älteren geweiht. Erstmals urkundlich erwähnt wurde die Kirche wahrscheinlich 1043, sicher aber 1248.

## Baubeschreibung
Das Gotteshaus ist ein ursprünglich romanischer Bau, der vermutlich im Mauerwerk des mächtigen Turmes und des barock gewölbten Schiffes noch erhalten ist. Im Turm mit rundbogigen Schallfenstern und einem Spitzgiebelhelm hängt eine um 1500 gegossene Glocke, die mit den Namen der vier Evangelisten versehen ist. Das Westportal wird in der Kehle durch Rosetten, Köpfe und Krabben geschmückt, die Eisentür weist Beschläge in Kreis- und Spiralformen auf.
Über dem Langhaus erhebt sich ein barockes Tonnengewölbe mit Stichkappen. Auf der dreiachsigen, spätgotischen Westempore steht eine um 1850 gebaute Orgel mit einem einfachen, klassizistischen Gehäuse. Ein spitzbogiger Triumphbogen verbindet das Langhaus und dem eineinhalb jochigen Chor mit Fünfachtelschluss. Im Chor ruht ein Sternrippengewölbe aus der ersten Hälfte des 15. Jahrhunderts auf Konsolen. Die Schlusssteine stellen das Haupt Christi, einen Dachen und einen Hund dar. Die spätgotische Sakramentsnische wird von seitlichen Konsolengeln flankiert.

## Einrichtung
Der Hochaltar von 1756 stammt aus der Werkstätte Johann Pachers. Der Altar trägt im Hauptgeschoß die Figuren der Heiligen Jakobus, Florian, Donatus und wohl auch der Heiligen Valentin und Leonhard. Die Figurengruppe im Aufsatz stellt die Heilige Familie dar.

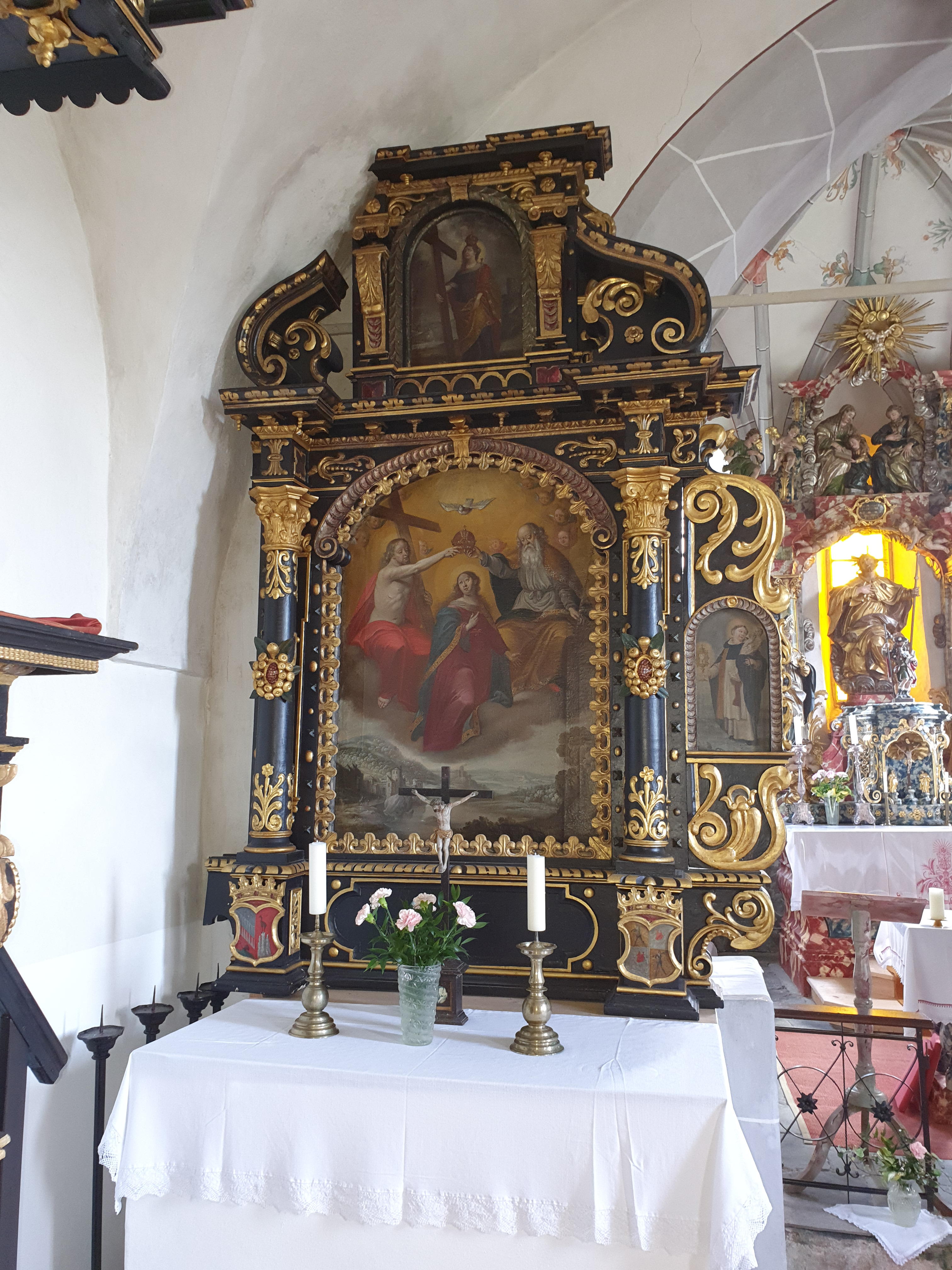
Seitenaltar Marienkrönung

Das Altarblatt des linken Seitenaltars zeigt die Marienkrönung und ist mit „M. G. 1666“ bezeichnet. Die Schnitzfigur der thronenden Madonna am rechten Seitenaltar stammt aus der Mitte des 15. Jahrhunderts, das Kind und die Krone wurden im Barock ergänzt.
Die Kanzel von 1689 ist an der Brüstung mit gemalten Heiligendarstellungen versehen. Über dem Triumphbogen hängt ein Kruzifix aus dem 18. Jahrhundert. Zur weiteren Ausstattung der Kirche zählen ein Ölbild des heiligen Johannes Nepomuk von 1724 in einem Akanthusrahmen und eine spätgotische Jakobusstatuette aus der zweiten Hälfte des 15. Jahrhunderts.